# Le Plus Singe des trois
Pour plus de détails, voir Fiche technique et Distribution.
Le Plus Singe des trois (Circus Rookies) est un film américain réalisé par Edward Sedgwick et sorti en 1928.

## Fiche technique
- Titre original : Circus Rookies
- Réalisation : Edward Sedgwick
- Scénario : Richard Schayer, Edward Sedgwick, Lew Lipton
- Production : Metro-Goldwyn-Mayer
- Photographie : Merritt B. Gerstad
- Distributeur : Metro-Goldwyn-Mayer
- Durée : 60 minutes (6 bobines)[1]
- Date de sortie :
  - USA : 31 mars 1928
  - France: 8 février 1929

## Distribution

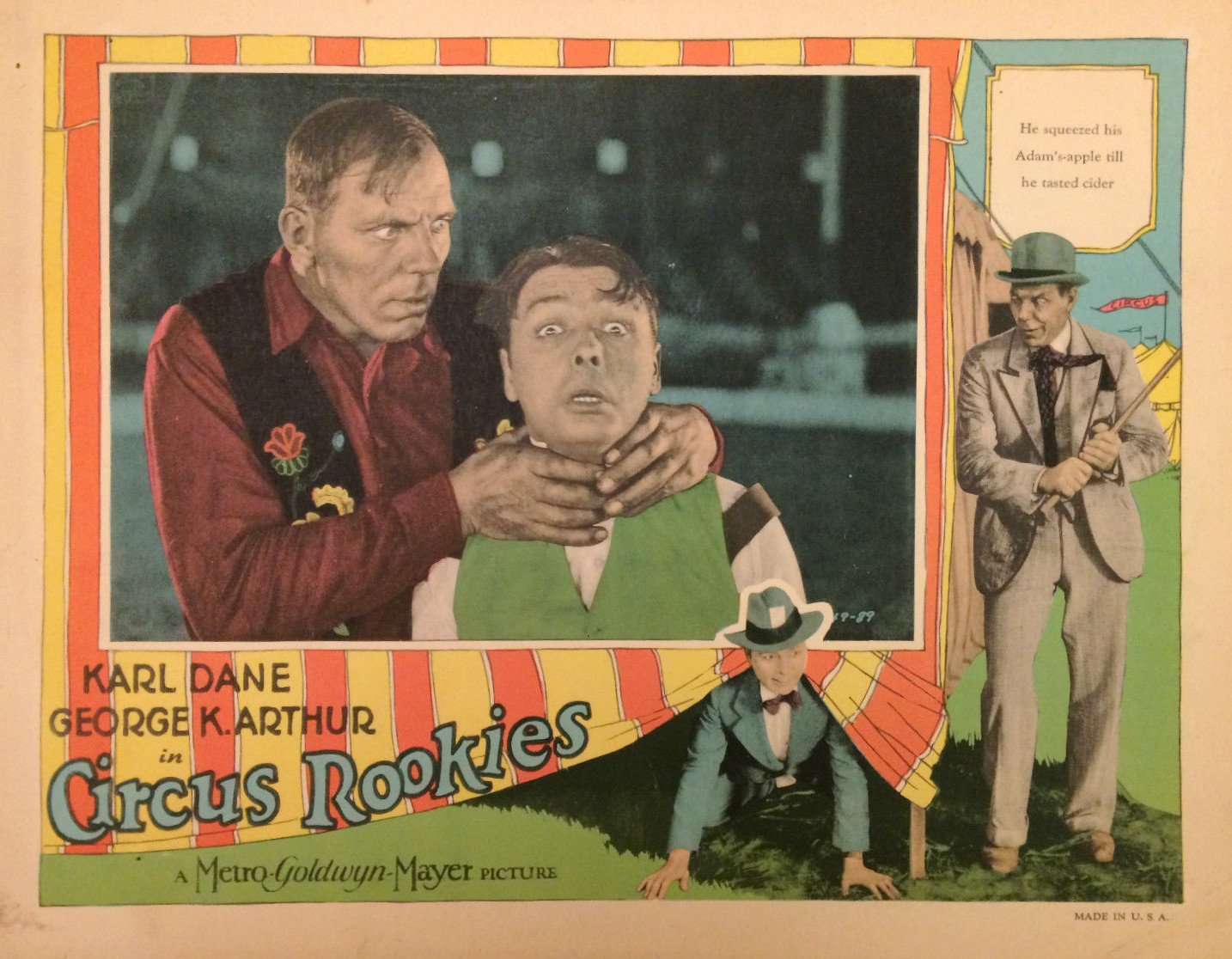
Karl Dane et George K. Arthur.

- Karl Dane : Oscar Thrust
- George K. Arthur : Francis Byrd
- Louise Lorraine : La Belle
- Sydney Jarvis : Mr. Magoo
- Fred Humes : Bimbo le gorille[2]
- Lou Costello (non crédité)